# Pooh Richardson
Jerome Francis Richardson jr., detto Pooh (Filadelfia, 14 maggio 1966), è un ex cestista statunitense, professionista nella NBA e in Italia.

## Carriera
È stato selezionato dai Minnesota Timberwolves al primo giro del Draft NBA 1989 (10ª scelta assoluta).
Con gli Stati Uniti ha disputato i Giochi panamericani di Indianapolis 1987.

## Statistiche

### College
| Anno      | Squadra     | PG  | PT  | MP   | TC%  | 3P%  | TL%  | RP  | AP  | PRP | SP  | PP   |
| --------- | ----------- | --- | --- | ---- | ---- | ---- | ---- | --- | --- | --- | --- | ---- |
| 1985-1986 | UCLA Bruins | 29  | 24  | 33,9 | 49,2 | -    | 68,9 | 4,5 | 6,2 | 1,0 | 0,1 | 10,6 |
| 1986-1987 | UCLA Bruins | 32  | 31  | 34,8 | 52,7 | 25,0 | 58,2 | 5,1 | 6,5 | 1,5 | 0,2 | 10,5 |
| 1987-1988 | UCLA Bruins | 30  | 29  | 34,5 | 47,0 | 28,6 | 66,7 | 5,1 | 7,0 | 1,8 | 0,2 | 11,6 |
| 1988-1989 | UCLA Bruins | 31  | 31  | 37,6 | 55,5 | 49,5 | 56,2 | 3,8 | 7,6 | 1,8 | 0,3 | 15,2 |
| Carriera  | Carriera    | 122 | 115 | 35,2 | 51,3 | 46,4 | 62,4 | 4,8 | 6,8 | 1,5 | 0,2 | 12,0 |

### NBA

#### Regular Season
| Anno      | Squadra            | PG  | PT  | MP   | TC%  | 3P%  | TL%  | RP  | AP  | PRP | SP  | PP   |
| --------- | ------------------ | --- | --- | ---- | ---- | ---- | ---- | --- | --- | --- | --- | ---- |
| 1989-1990 | Minnesota T'wolves | 82  | 48  | 31,5 | 46,1 | 27,7 | 58,9 | 2,6 | 6,8 | 1,6 | 0,3 | 11,4 |
| 1990-1991 | Minnesota T'wolves | 82  | 82  | 38,5 | 47,0 | 32,8 | 53,9 | 3,5 | 9,0 | 1,6 | 0,2 | 17,1 |
| 1991-1992 | Minnesota T'wolves | 82  | 82  | 35,6 | 46,6 | 34,2 | 69,1 | 3,7 | 8,4 | 1,5 | 0,3 | 16,5 |
| 1992-1993 | Indiana Pacers     | 74  | 73  | 32,4 | 47,9 | 10,3 | 74,2 | 3,6 | 7,7 | 1,3 | 0,2 | 10,4 |
| 1993-1994 | Indiana Pacers     | 37  | 25  | 27,6 | 45,2 | 25,0 | 61,0 | 3,0 | 6,4 | 0,9 | 0,1 | 10,0 |
| 1994-1995 | L.A. Clippers      | 80  | 77  | 35,8 | 39,4 | 35,7 | 64,8 | 3,3 | 7,9 | 1,6 | 0,2 | 10,9 |
| 1995-1996 | L.A. Clippers      | 63  | 61  | 32,0 | 42,3 | 38,4 | 74,3 | 2,5 | 5,4 | 1,2 | 0,2 | 11,7 |
| 1996-1997 | L.A. Clippers      | 59  | 18  | 18,1 | 38,1 | 32,8 | 60,5 | 1,7 | 2,9 | 0,9 | 0,1 | 5,6  |
| 1997-1998 | L.A. Clippers      | 69  | 17  | 18,1 | 37,2 | 19,3 | 69,8 | 1,4 | 3,3 | 0,6 | 0,0 | 4,2  |
| 1998-1999 | L.A. Clippers      | 11  | 0   | 11,8 | 33,3 | 0,0  | 100  | 1,2 | 2,7 | 0,4 | 0,0 | 2,5  |
| Carriera  | Carriera           | 639 | 483 | 30,4 | 44,4 | 32,9 | 65,2 | 2,8 | 6,5 | 1,3 | 0,2 | 11,1 |

#### Playoffs
| Anno     | Squadra        | PG | PT | MP   | TC%  | 3P%  | TL%  | RP  | AP  | PRP | SP  | PP  |
| -------- | -------------- | -- | -- | ---- | ---- | ---- | ---- | --- | --- | --- | --- | --- |
| 1993     | Indiana Pacers | 4  | 1  | 23,8 | 40,0 | 100  | 66,7 | 2,8 | 5,8 | 0,5 | 0,0 | 4,3 |
| 1997     | L.A. Clippers  | 2  | 0  | 9,0  | 50,0 | 0,0  | 0,0  | 0,0 | 1,5 | 0,5 | 0,0 | 2,0 |
| Carriera | Carriera       | 6  | 1  | 18,8 | 42,1 | 50,0 | 57,1 | 1,8 | 4,3 | 0,5 | 0,0 | 3,5 |

## Palmarès
- McDonald's All-American Game (1985)
- NBA All-Rookie First Team (1990)